# Luis Magrinyà
Luis Magrinyà (Palma de Mallorca, 1960) es un escritor y traductor español. Reside en Madrid desde 1982. Cursó estudios de filosofía, letras y fotografía. Ha realizado traducciones y ha sido lexicógrafo y editor.

## Obras
- 1993, Los aéreos, cuentos
- 1995, Belinda y el monstruo, colección de cuentos
- 2000, Los dos Luises, novela
- 2005, Intrusos y huéspedes, novela
- 2010, Habitación doble, novela

## Premios
- 2000, Premio Herralde por Los dos Luises.
- 2011, Premio Otras Voces, Otros Ámbitos por Habitación doble.